# Juan Marcarié
Juan Marcarié (25 de septiembre de 1985, Buenos Aires, Argentina) es un exfutbolista argentino.

## Clubes
| Club                  | País      | Año         |
| --------------------- | --------- | ----------- |
| Tristán Suárez        | Argentina | 2005 - 2006 |
| Berazategui           | Argentina | 2006 - 2007 |
| Ituzaingó             | Argentina | 2007 - 2008 |
| Colegiales            | Argentina | 2008 - 2009 |
| San Miguel            | Argentina | 2010        |
| Estudiantes de Mérida | Venezuela | 2010        |
| Tristán Suárez        | Argentina | 2011        |
| Atlético Venezuela    | Venezuela | 2011 - 2012 |
| El Tanque Sisley      | Uruguay   | 2012 - 2014 |
| Mushuc Runa           | Ecuador   | 2014        |
| Aucas                 | Ecuador   | 2015        |
| Fuerza Amarilla       | Ecuador   | 2016        |